# حديقة إيفرغلاديس الوطنية
متنزه إيفرغلاديس الوطني هو متنزه وطني يقع في الولايات المتحدة بولاية فلوريدا والذي يحمي 20 في المائة من الجزء الجنوبي من منطقة إيفرجليدز الأصلية. في الولايات المتحدة، يعد هذا المتنزه أكبر مناطق البرية شبه الاستوائية، أكبر برية من أي نوع تقع شرق نهر مسيسيبي ويزوره في المتوسط مليون شخص كل عام. ويعد هذا المتنزه ثالث أكبر متنزه وطني في الولايات المتحدة  القارية بعد متنزه وادي الموت الوطني ومتنزه يلوستون الوطني. وقد تم إعلانه محمية محيط حيوي دولية وموقعًا من مواقع التراث العالمي ومنطقة رطبة ذات أهمية دولية، وبذلك يعد هذا المتنزه واحدًا من ثلاثة مواقع فقط تظهر على جميع القوائم الثلاثة في العالم.
وعلى الرغم من أن معظم المتنزهات الوطنية الأمريكية تحافظ على سمات جغرافية فريدة، فإن متنزه إيفرجليدز الوطني كان المتنزه الأول الذي تم إنشاؤه لحماية النظام البيئي الهش. وتتكون منطقة إيفرجليدز من شبكة من المناطق الرطبة والغابات التي يغذيها نهر يتدفق لمسافة .25 ميل (0.40 كـم) في اليوم الواحد من بحيرة أوكي تشوبي في الجنوب الغربي إلى خليج فلوريدا. ويعد المتنزه أهم أرض خصبة لطيور الكراكي الاستوائية في أمريكا الشمالية، حيث يحتوي على أكبر نظام بيئي لنباتات الأيكة الساحلية في نصف الكرة الغربي، كما أنه موطن لـ 36 نوع من الأنواع المهددة بالانقراض أو الأنواع المحمية بما فيها نمر فلوريدا والتمساح الأمريكي وخروف البحر الهندي الغربي كما أنه يدعم 350 نوعًا من الطيور و 300 نوعًا من أسماك المياه العذبة والمالحة و 40 نوعًا من الثدييات و 50 نوعًا من الزواحف. ويتم إعادة شحن معظم المياه العذبة في جنوب فلوريدا، والتي يتم تخزينها في طبقة بيسكين الجوفية، في المتنزه.
وقد عاش البشر لآلاف السنين في منطقة إيفرجليدز أو حولها، حتى ظهرت خطط عام 1882م لتجفيف المناطق الرطبة واستثمار الأراضي المستردة في الاستخدام الزراعي والسكني. ومع مرور القرن العشرين، تم التحكم في تدفق المياه من بحيرة أوكي تشوبي بشكل كبير وتحويله لتمكين النمو الهائل لـالتجمع الحضري بجنوب فلوريدا. وقد تأسس المتنزه عام 1934م لحماية منطقة إيفرجليدز التي تتلاشى بسرعة، وخُصص لهذا الغرض عام 1947م لأن مشاريع بناء قناة ضخمة كانت قد بدأت عبر جنوب فلوريدا. وتدهورت النظم البيئية في متنزه إيفرجليدز الوطني كثيرًا بفعل النشاط البشري، وتعد قضية إحياء منطقة إيفرجليدز قضية مشحونة سياسيًا في جنوب فلوريدا.

## معرض

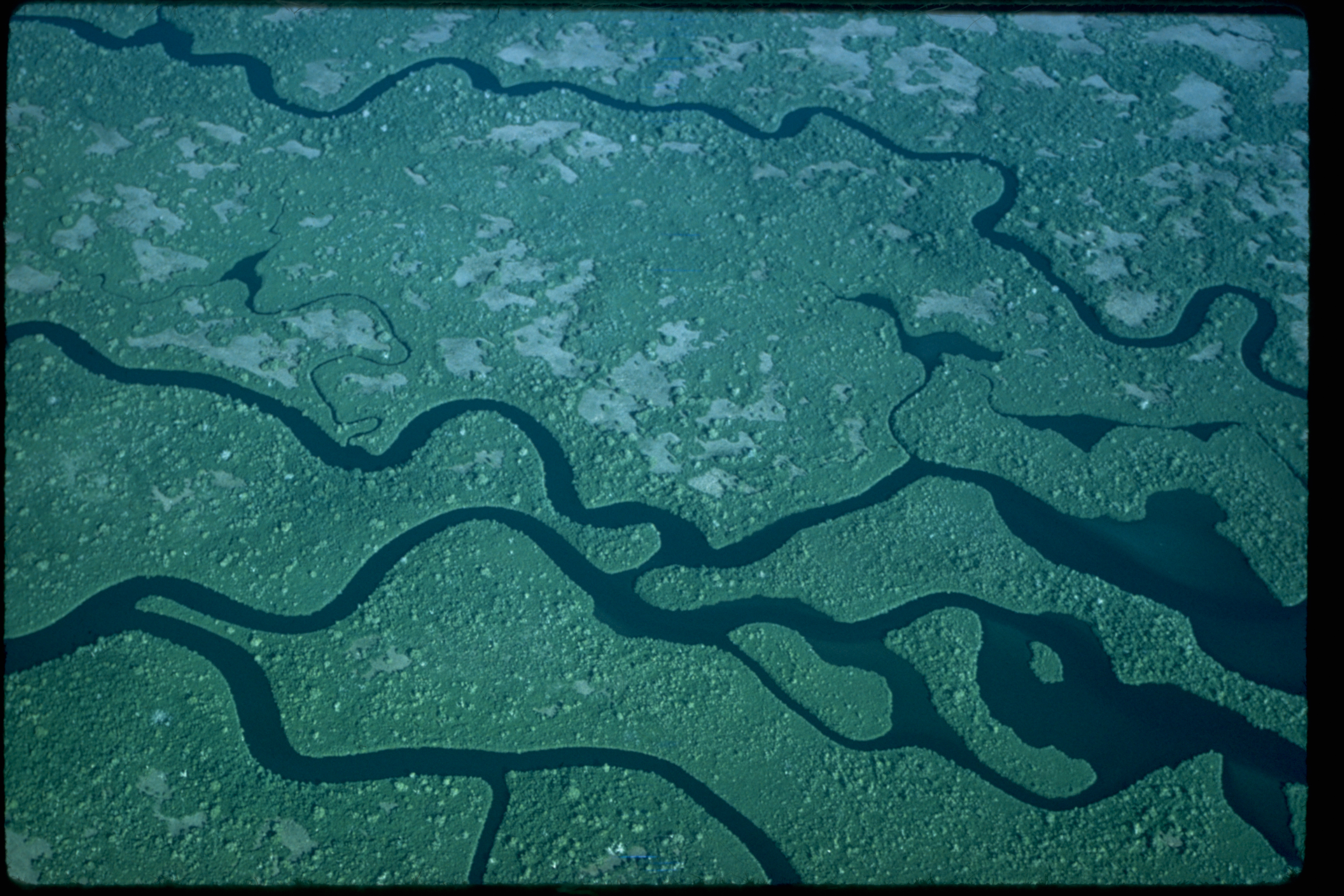
منتزه ايفركلاديس 1
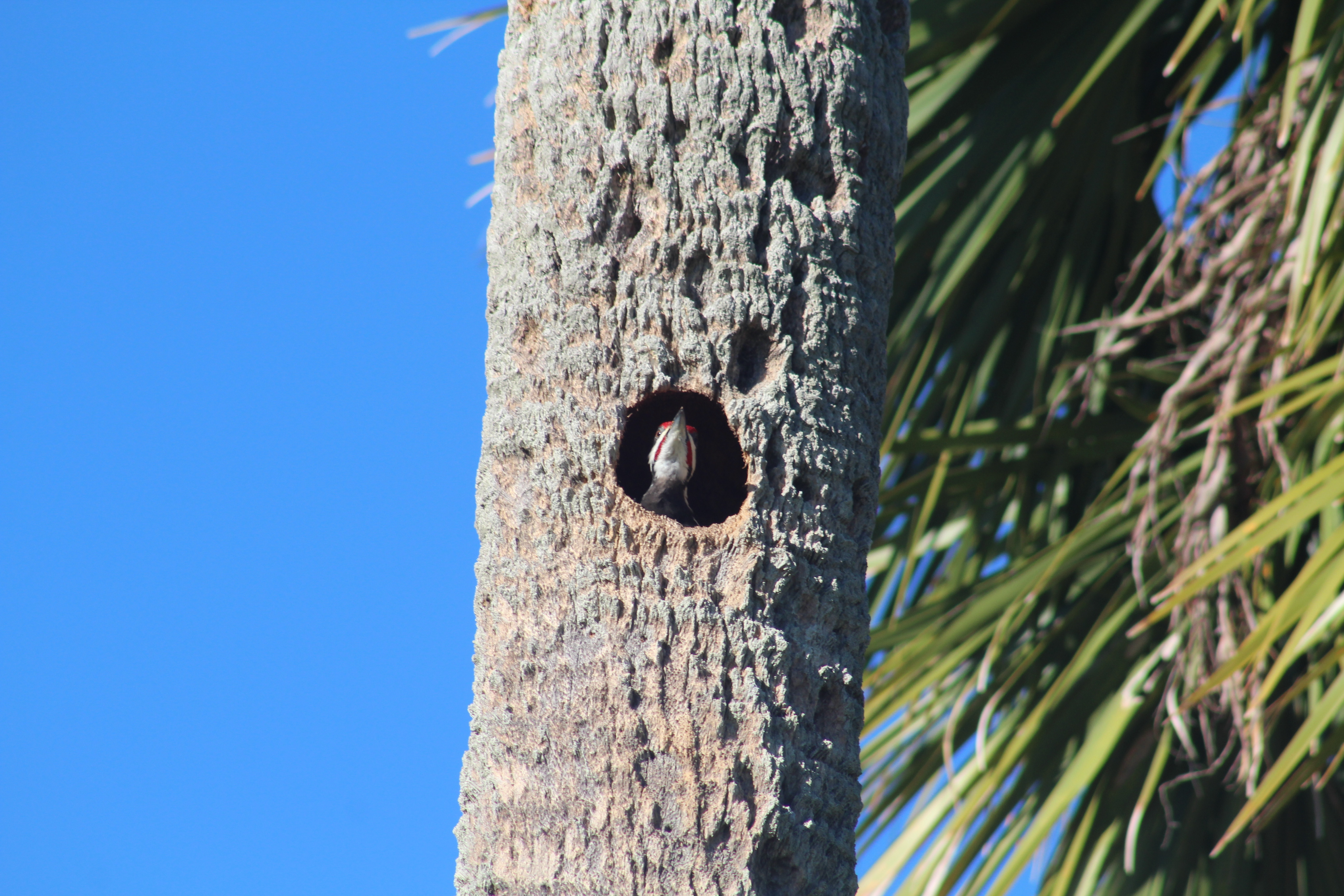
نقار الخشب
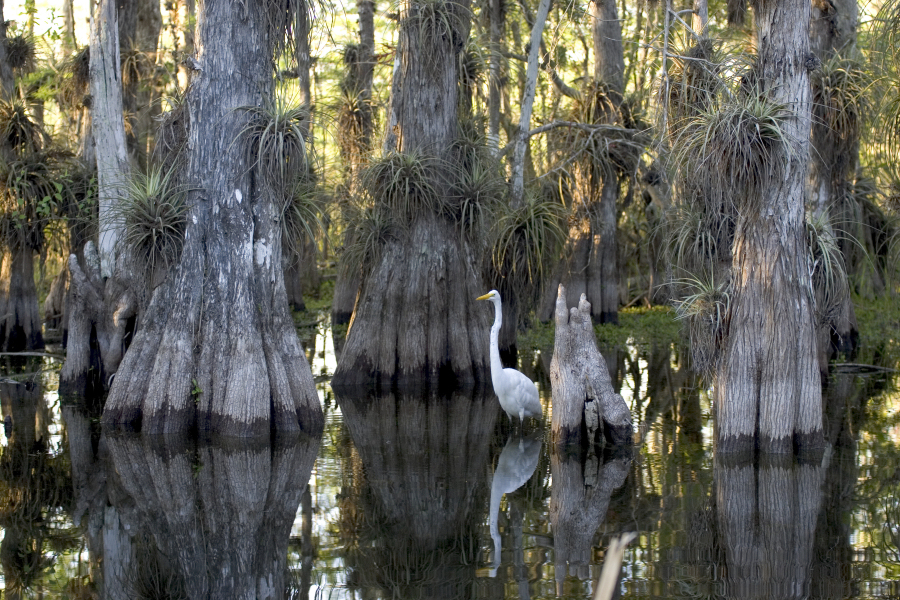
مالك الحزين
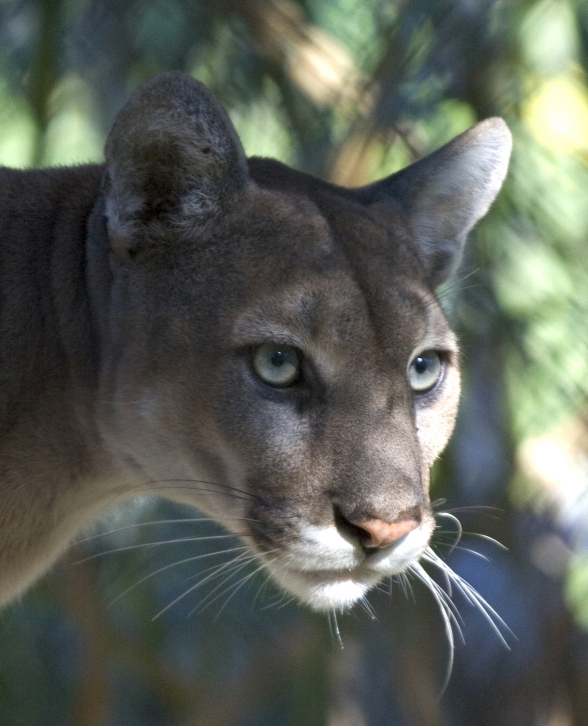
نمر
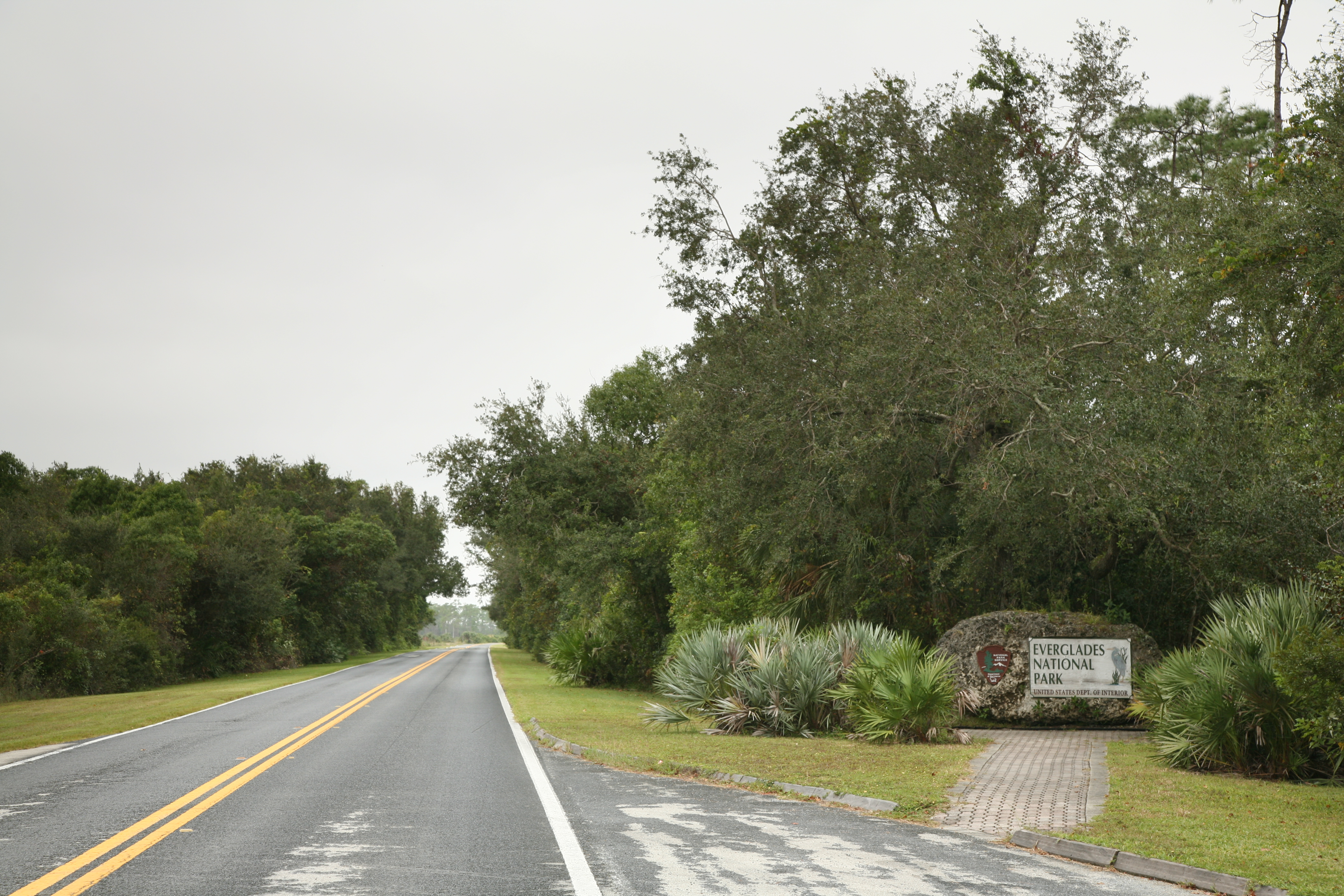
المدخل الشرقي للمنتزه